# Szodzsu
A szodzsu (hangul: 소주) Korea legnépszerűbb égetett szeszesitala. Hagyományosan rizsből készül, azonban ismeretesek édesburgonyából, búzából, árpából és tápiókából készített változatok is. A piacot a Jinro szodzsu uralja, amiből 2011-ben 61,38 millió rekesznyi fogyott, ezzel a világ legtöbbet eladott szeszesital-márkája lett, megelőzve a Smirnoff vodkát és a szintén koreai Lotte Liquor szodzsut. Szokás a vodkához hasonlítani, bár édesebb az íze. A legnépszerűbb márkák a Cshamiszul (참이슬) a Jinro-tól és a Cshoum cshorom (처음처럼) a Lottétól.

## Története

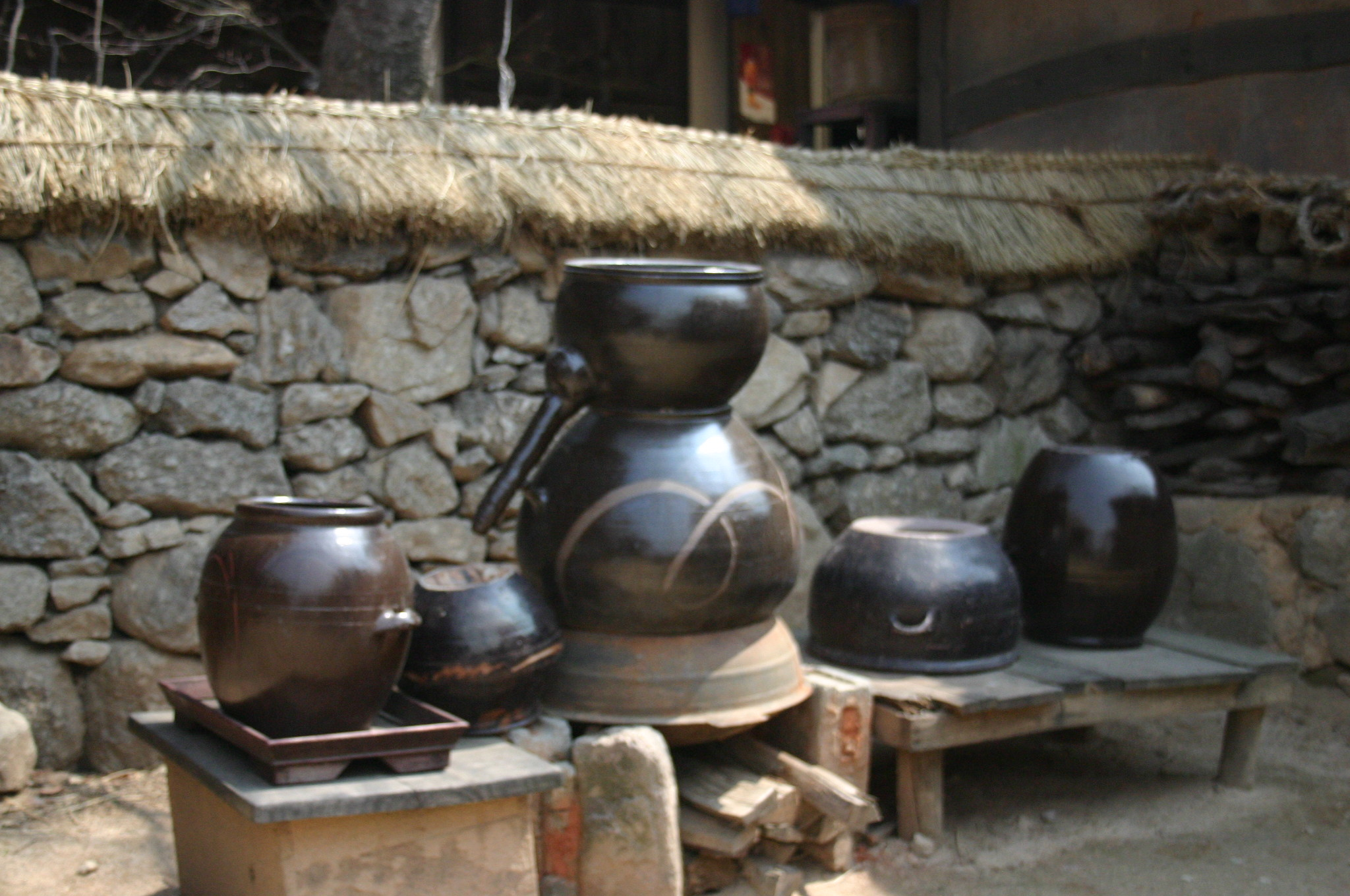
Szodzsugori (소주고리), szodzsu készítéséhez használt agyagedény (középen)

A szodzsut a Korjo-dinasztia idejében (918–1392) készítették először, a receptet valószínűleg a mongol származású kínai Jüan-dinasztiától lesték el az 1200-as években. Több néven is ismerték: hongno, khidzsu, hvadzsu és aragildzsu, utóbbi arab eredetére utal. A szodzsu mellett kettős lepárlással magasabb alkoholtartalmú változatot is készítettek, aminek neve kamhongno (감홍로), és ma is létezik még. A szodzsu olyan népszerűségre tett szert a nemesség körében, hogy a túlzott fogyasztás miatt az udvar kénytelen volt luxuscikknek bélyegezni és betiltani. A japán uralom alatt vezették be az alkoholos italok adóját, ami a bevétel fontos forrását képezte. A házi főzést megtiltották. A szodzsut 1962-től édesburgonyából kezdték el készíteni. 1965-ben a „tiszta” párlatot betiltották, ma már azonban újra forgalomban van. A szodzsut általában hígítják, ami az alkoholadó-törvény szerint azt jelenti, hogy az egyszeres lepárlású alkoholtartalom nem haladhatja meg a teljes alkoholtartalom 20%-át és nem érlelik. A 40–45% alkoholtartalmú kézműves szodzsut érlelik is. 1974 óta importált maniókát is felhasználnak. 1971-ig a rizshiány miatt az alkoholokat tilos volt ebből az alapanyagból gyártani.
A szodzsu hagyományos készítéséhez a főtt rizst Aspergillus oryzae-gombakultúrával (누룩, nuruk) összekeverték és erjedni hagyták, majd desztillálták. Az italt a modern Koreában 360 milliliteres üvegekben árulják és viszonylag olcsónak számít, 1000 vontól (kb. 200 Ft) lehet kapni. A magasabb alkoholtartalmú, kézműves szodzsuk ennél jóval drágábbak.

## Híres fajták
- andongi szodzsu (안동소주): 45% alkoholtartalmú, szívesen használják gyomorfájásra vagy rovarcsípésre.[5]
- munbedzsu (문배주): kétfajta kölesből és búzából készül, 40% alkoholtartalmú. Nevét onnan kapta, hogy körteillata van.[5]
- csindo hongdzsu (진도 홍주): a Csin-sziget specialitása, a szodzsu vörös színét a Lithospermum erythrorhizon gyökerétől kapja.[5]
- csondzsu igangdzsu (전주 이강주): különleges összetevőiről ismert, fehér rizsből készül, kurkumával, körtével, gyömbérrel, fahéjjal és mézzel ízesítik.[5]
- szomek: szodzsu és sör keveréke